# Ministère des Affaires étrangères (Bangladesh)
Le ministère des Affaires étrangères (পররাষ্ট্র মন্ত্রণালয় ; prononcé : Pòrôrāshtro Mōntronàlôy), abrégé en MOFA, est le ministère d'État bangladais qui supervise les relations extérieures du Bangladesh. Son siège se situe à Segunbagicha (Dacca).

## Politique étrangère fondamentale du Bangladesh
L'État fonde ses relations internationales sur les principes du respect de la souveraineté nationale et de l'égalité, de la non-ingérence dans les affaires intérieures des autres pays, du règlement pacifique des différends internationaux, et du respect du droit international et des principes énoncés dans la Charte des Nations unies, et sur la base de ces principes :
- S'efforce de parvenir à la renonciation à l'usage de la force dans les relations internationales et à un désarmement général et complet ;
- Soutient le droit de chaque peuple de déterminer librement et de construire son propre système social, économique et politique par les voies et moyens de son libre choix ; et
- Appuie les peuples opprimés du monde entier menant une lutte juste contre l'impérialisme, le colonialisme ou le racisme.

## Présent
Le gouvernement prend des mesures pour rapatrier les citoyens bangladais bloqués au Soudan via Djeddah en Arabie saoudite.